# A Estrela (tarô)

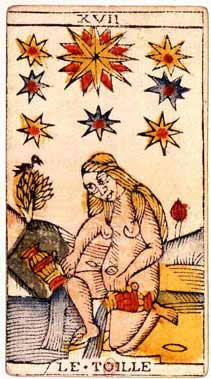
A Estrela no Tarô de Marselha

A Estrela XVII, é um dos Arcanos maiores do Tarot.

## Simbologia
Está associada com o feminino e com a dimensão movimento. O protagonista desta carta é uma (sencilla) donzela totalmente desnuda, símbolo da revelação da essência fundamental do ser. 
Possui em suas mãos dois jarros, representando a hereditariedade do pai ou da mãe. Está ajoelhada nas margens de um rio, símbolo do movimento, enquanto joga o conteúdo de uma das jarras na correnteza e o conteúdo da outra na terra, representando como o genótipo do antecessor se integra ao novo ser, quase cai no rio, enquanto a outra parte, que cai na areia, se perde sem ser fértil. As sete estrelas que dominam o naipe representam os planetas, que influenciam este processo, e tal como prediz a forma piramidal quando indica que os riscos do fenótipo do recém-nascido estão incluídos pelas conotações astrais do horóscopo natal.

## Mensagem
A Estrela significa esperança, ajuda inesperada (por sua vez, proteção metafísica), perspicácia e claridade de visão, inspiração, flexibilidade. Um grande amor será dado e recebido. Boa saúde. Carta totalmente espiritual. 